# Beresnik
Beresnik (russisch Бере́зник) ist eine Siedlung städtischen Typs in Nordwestrussland. Sie gehört zur Oblast Archangelsk und hat 6018 Einwohner (Stand 14. Oktober 2010).

## Geografie
Beresnik liegt sich etwa 215 km südöstlich der Oblasthauptstadt Archangelsk. Es befindet sich am linken Ufer der Nördlichen Dwina etwa 6 km nördlich der Mündung der Waga in selbige. Die nächstgelegenen Städte sind das etwa 90 km südlich gelegene Schenkursk, das 115 km westlich gelegene Mirny sowie die Stadt Plessezk 120 km westlich. 

## Geschichte
Beresnik wurde erstmals 1676 erwähnt. Vom 19. Jahrhundert bis 1960 trug der Ort den Namen Semjonowskoje. 1962 erhielt er den Status einer Siedlung städtischen Typs. Beresnik ist administratives Zentrum des Rajons Winogradowski.

### Bevölkerungsentwicklung
Die folgende Übersicht zeigt die Entwicklung der Einwohnerzahlen von Beresnik.
| Jahr | Einwohner |
| ---- | --------- |
| 1939 | 575       |
| 1959 | 3179      |
| 1970 | 5118      |
| 1979 | 6071      |
| 1989 | 7006      |
| 2002 | 6464      |
| 2010 | 6018      |

Anmerkung: Volkszählungsdaten

## Wirtschaft und Verkehr
Die Wirtschaft der Siedlung stützt sich vor allem auf die Landwirtschaft (Milch- sowie Gemüseproduktion) sowie auf die Forstindustrie.
Direkt durch die Siedlung verläuft die Fernstraße M8, von Moskau nach Sewerodwinsk. Beresnik ist nicht in Besitz einer Eisenbahnanbindung. Die nächstgelegenen Bahnhöfe sind die 148 km nordwestlich gelegene Station Cholmogorskaja sowie der über die M8 erreichbare Bahnhof in Welsk 200 km südlich von Beresnik.